# Peter Meis
Peter Johannes Meis (* 30. April 1953 in Leipzig; † 24. September 2023 in Dresden) war ein deutscher evangelischer Theologe.

## Leben und Wirken
Peter Meis studierte von 1971 bis 1976 Evangelische Theologie an der damaligen Karl-Marx Universität in Leipzig. Die Ordination erfolgte 1978. Anschließend war Peter Meis drei Jahre als Pfarrer in Oberseifersdorf im früheren Kirchenbezirk Zittau tätig.
Von 1981 bis 1988 wirkte er als Jugendpfarrer für die drei Dresdner Kirchenbezirke, die es damals gab. 1988 wechselte er nach Moritzburg und lehrte am dortigen Diakonenhaus als Dozent vier Jahre in den Fächern Neues Testament und Systematik. Seit September 1992 war Meis Professor und Rektor an der Fachhochschule für Religionspädagogik und Gemeindediakonie am Evangelisch-Lutherischen Diakonenhaus in Moritzburg. Er wurde 1994 mit einer Arbeit über Dietrich Bonhoeffer an der Theologischen Fakultät der Universität Leipzig promoviert.
Von 2006 bis 2011 wirkte er als Superintendent des Kirchenbezirks Dresden Mitte und hatte die 1. Pfarrstelle an der Kreuzkirche Dresden inne. Von 2011 bis 2018 war Peter Meis Dezernent für theologische Grundsatzfragen im Landeskirchenamt der Evangelisch-Lutherischen Landeskirche Sachsens und stellvertretender Landesbischof. Als Dezernent setzte er sich dafür ein, dass gleichgeschlechtliche Partnerschaften innerhalb der Kirche akzeptiert werden, außerdem für sozial- und friedenspolitische Positionen und für Projekte, die die Toleranz gegenüber Migrantinnen und Migranten fördern sollen.

## Veröffentlichungen
- Auf der Spur des Lebens. Den Reichtum des Glaubens im Kirchenjahr entdecken. Claudius-Verlag, München 2011, ISBN 3-53-262422-2
- Unterwegs zu unserer Vergangenheit. Ein Nach-Lesebuch. Manuela Kinzel Verlag, Göppingen 2019, ISBN 3-95-544133-4
- Als die Zeit stillzustehen schien …. Hille Verlag. Dresden 2020, ISBN 3-94-765428-6